# Кнудсенівська дифузія

Схема кнудсенівської дифузії.
— діаметр пори,
— довжина вільного пробігу молекули,.

Кну́дсенівська дифу́зія — дифузія газу через наскрізні пори в твердих тілах, непроникних для газів за відносно малих тисків газу або розмірів пор, тобто у випадках, коли довжина вільного пробігу {\displaystyle l} молекул значно більша від характерного діаметра пор {\displaystyle d}. Перехід від звичайної дифузії в газах до кнудсенівської характеризують безрозмірним параметром — числом, або критерієм Кнудсена — {\displaystyle \mathrm {Kn} }:
{\displaystyle \mathrm {Kn} ={\frac {l}{d}},}
тобто, при {\displaystyle \mathrm {Kn} \gg 1,} коли ймовірність зіткнень молекул газу зі стінками пор значно перевищує ймовірність взаємних зіткнень молекул.
Має важливе практичне значення, оскільки кількісно описує масоперенос у вузьких порах і в широких масштабах використовується в промисловості для дифузійного розділення сумішей газів за молекулярною масою, зокрема, для дифузійного розділення ізотопів.
Для газів за нормальних температури і тиску цей вид дифузії відбувається за діаметра пор від 2 до 50 нм; за більших діаметрів кнудсенівська дифузія переходить у класичну дифузію, а за менших — стає істотним розмір самих молекул відносно діаметра пори.
Названа на честь данського вченого Мартіна Кнудсена, який розглянув її в книзі «Кінетична теорія газів».

## Основні співвідношення
У загальному випадку процеси дифузії описуються рівнянням Фіка:
{\displaystyle J=D\cdot \nabla C,}
де {\displaystyle J} — молекулярний потік дифузії на одиницю поверхні, моль/(м2·с);
{\displaystyle D} — коефіцієнт дифузії, м2/с;
{\displaystyle \nabla C} — градієнт концентрації, моль/м4.
Або в одновимірному випадку:
{\displaystyle J_{x}=D{\frac {dC}{dx}},}
де {\displaystyle J_{x}} — молекулярний потік уздовж осі x на одиницю площі, моль/(м2·с);
{\displaystyle C} — концентрація, моль/м3;
{\displaystyle x} — координата, м.
Для кнудсенівської дифузії через плоску стінку:
{\displaystyle J_{x}=D_{K}{\frac {dC}{dx}},} {\displaystyle D_{K}} — кнудсенівський коефіцієнт дифузії.
Кнудсенівський коефіцієнт дифузії можна обчислити з коефіцієнта самодифузії, який у молекулярно-кінетичній теорії газів дорівнює:
{\displaystyle {D_{s}}={{lu} \over {3}}={{l} \over {3}}{\sqrt {{8RT} \over {\pi M}}}}
де {\displaystyle u} — середня швидкість молекул, м/с;
{\displaystyle D_{s}} — коефіцієнт самодифузії, м2/с;
{\displaystyle R} — універсальна газова стала, 8,3144 Дж/(моль*K);
{\displaystyle T} — абсолютна температура газу, К;
{\displaystyle M} — молярна маса газу, кг/моль.
У разі дифузії Кнудсена середня довжина вільного пробігу замінюється характерним діаметром пор {\displaystyle d}, оскільки кожна з молекул у середньому до чергового зіткнення зі стінкою проходить шлях {\displaystyle d}:
{\displaystyle {D_{K}}={{d} \over {3}}{\sqrt {{8RT} \over {\pi M}}}.}
Підставляючи вираз для отриманого коефіцієнта дифузії в рівняння Фіка і враховуючи, що {\displaystyle C=P/RT,} тому {\displaystyle \nabla C={\frac {\Delta P}{RTL}},} {\displaystyle L} — довжина пори, {\displaystyle \Delta P} — різниця тисків між кінцями пори, отримуємо об'ємну витрату газу, який дифундує через пору, в допущенні, що перепад тиску значно менший від середнього тиску — {\displaystyle \Delta P\ll P}:
{\displaystyle Q={\frac {\Delta Pd^{3}}{6LP}}{\sqrt {\frac {2\pi RT}{M}}}}
де {\displaystyle Q} — витрата газу, м3/с;
{\displaystyle P} — усереднений тиск газу в порі, Па.
Якщо довжина пори мала, тобто порівнянна з її діаметром, то стають істотними впливи на дифузію ефектів ефузії, які можна наближено врахувати, змінивши ефективну довжину пори {\displaystyle L_{e}}:
{\displaystyle L_{e}=L+{\tfrac {4}{3}}d.}

## Кнудсенівська самодифузія
Під кнудсенівською самодифузією розуміють закон руху молекул уздовж пори в умовах термодинамічної рівноваги, тобто, коли температура і тиск уздовж пори сталі. У цьому випадку хаотичні рухи молекул підлягають закону Ейнштейна — Смолуховського.